# Sciapus aberrans
Sciapus aberrans är en tvåvingeart som beskrevs av Becker 1918. Sciapus aberrans ingår i släktet Sciapus och familjen styltflugor. Inga underarter finns listade i Catalogue of Life.